# Лаборатория космических исследований Ужгородского национального университета
Лаборатория космических исследований Физического факультета Ужгородского национального университета (ЛКИ УжНУ) — научно-исследовательская организация владеющая двумя наблюдательными пунктами (астрономические обсерватории) на территории Украины: в городе Ужгород и в его пригороде. Была основана в связи с началом космической эры (4 октября 1957 года). Является коллективным членом Украинской Астрономической Ассоциации.

## История лаборатории
История лаборатории начинается с наблюдений первого искусственного спутника Земли (ИСЗ), которые были проведены 6 октября 1957 года. Наблюдения проводились с нанесением пути ИСЗ на карту звёздного неба. Основателем лаборатории стала М. В. Братийчук. Она была руководителем лаборатории в течение 44 лет. Успехи молодого коллектива заметили[кто?] в Москве.
В 1960-х годах Ужгородскую станцию наблюдений несколько раз посетили академики М. Келдыш и Л. Арцимович. После чего Постановлением ГКНТ при Совете Министров СССР она была расширена до ведущей лаборатории и вошла организационно в состав Проблемной научно-исследовательской лаборатории физической электроники (ПНИЛ ФЕ) УжГУ. Основной тематикой лаборатории является наблюдение ИСЗ.
В 1969 году в УжГУ на базе ЛКИ были открыты специализация и аспирантура по астрофизике с целью обучения кадров для ЛКИ и других научных и образовательных учреждений УССР.
В 1972 году сотрудниками ЛКИ с помощью одесских астрофизиков был изготовлен специализированный спутниковый электрофотометр для наземной фотометрии искусственных объектов. Впоследствии на нём начали проводить колориметрические и поляризационные наблюдения ИСЗ, положивших начало ещё одному научному направлению исследований в ЛКИ — применение решения обратных задач для идентификации космических объектов, изучение влияния на ИСЗ возмущений со стороны окружающей космической среды.
В конце 1970-х годов коллектив ЛКИ УжНУ занял ведущие позиции в области распознавания неизвестных космических объектов. Установка мощной фотокамеры СБГ и своевременные разработки специальных методик позволили коллективу ЛКИ более 15 лет, практически до 2002 года, оставаться на ведущих позициях в сети наблюдений геостационарных спутников (ГСС), которая существовала на территории бывшего СССР. Создание аппаратурного комплекса позволило коллективу лаборатории проводить исследования ещё в одном направлении — это фотографические и фотометрические наблюдения малых тел Солнечной системы и явлений покрытия звёзд Луной, планетами и астероидами. В лучшие годы в ЛКИ работало до 38 сотрудников.
Проблемы, которые возникли перед украинской наукой после распада СССР, не обошли и коллектив ЛКИ. Резкое уменьшение финансирования на научные исследования и изменение их приоритетов, в том числе и в области научных исследований околоземного космического пространства, привели к сокращению личного штата ЛКИ более чем наполовину. Практически прекратился приток молодых кадров, остановилась закупка нового оборудования, почти полностью были исчерпаны накопленные ранее астрофотоматериалы, необходимые для наблюдений искусственных и естественных небесных объектов на имеющемся в ЛКИ оборудовании.
С конца 2006 года проект ISON (ПулКОН) начал налаживать активное взаимодействие с лабораторией космических исследований УжНУ. В рамках сотрудничества с проектом ISON в 2010 году был введён в строй новый телескоп.

## Инструменты наблюдательных пунктов лаборатории
Первый наблюдательный пункт (код MPC «061»)
- Астрономо-геодезическая камера СБГ (SBG) системы Шмидта (D = 425/530 мм, f = 760 мм, установлена в 1973 году, Карл Цейс Йена, ГДР)
- Автоматизированная спутниковая фотокамера АФУ-75 (D= 210 мм, f = 736 мм, установлена в 1965-х годах) — для наблюдений низких ИСЗ
- 10-см объектив Максутова с фотометром для наблюдений низких спутников, на монтировке от камеры АФУ-75 (установлен в 1972 году)
- телескоп-рефрактор АВР-2 (D = 20 см, F = 280 см) (установлен в 1960-х годах)
- лазерный дальномер ЛД-2 (установлен в начале 1980-х годов)

Второй наблюдательный пункт (п. Дереновка)
- 1-й телескоп лазерного дальномера ТПЛ-1М, система Кассегрена-Кудэ, (D = 1 м, f = 11,6 м)[2]
- В конце июня 2010 года установлен телескоп Такахаси BRC-250: системы Бэйкер-Ричи-Кретьен, D=250 мм, F=1268мм (по программе «ПулКОН») с ПЗС-камерой Alta-U9 с чипом KAF-6303E, 3072х2048 пикселей по 9 микрон на монтировке WS-180.

## Направления исследований
- Позиционные наблюдения низкоорбитальных и геостационарных ИСЗ.
- Космические навигационные системы, космическая геодезия, геодинамика.
- Лазерная локация ИСЗ.
- Изучение астроклимата.
- Исследования влияния атмосферы Земли на результаты оптических, фотографических, лазерных и радиодальномерных наблюдений ИСЗ и АМС.
- Кометы (с 1968 по 1991 год активно наблюдались).
- Астероиды (с 1975 по 1978 год).
- Покрытия звёзд Луной, планетами и астероидами.
- GPS-наблюдения (начаты с 1990-х годов).
- Решение обратной задачи: определение параметров околоземного пространства на основе наблюдений возмущений ИСЗ (в том числе и в результате деятельности Солнечной активности).
- Распознавание и отождествление искусственных космических объектов на базе фотометрических, колориметрических и поляризационных наблюдений.

Малые тела Солнечной системы
Первые наблюдения естественных малых тел Солнечной системы, зафиксированные в Центре малых планет, датируются 28 марта 1968 года — именно эту дату можно считать началом астрометрических наблюдений комет. За три года наблюдений астероидов (1975—1978) было отправлено всего 35 астрометрических измерений малых планет. Более подобные наблюдения астероидов не проводились.
В последующие годы основное своё внимание обсерватория переключила на кометы. Начиная с осени 1985 года обсерватория присоединилась к советской программе по изучению кометы Галлея (СОПРОГ). По данной программе за 9 месяцев активных астрометрических наблюдений было опубликовано порядка 100 измерений.
В 1990 году первый наблюдательный пункт лаборатории космических исследований опубликовал 63 астрометрических измерений комет, оказавшись десятой по активности обсерваторией в мире. Но это был последний год наблюдений естественных тел Солнечной системы. В связи с распадом СССР в лабораторию перестали поступать фотопластинки, а без них были остановлены все наблюдения. Основную часть наблюдений комет проводили на астрономо-геодезической камере СБГ (D=425 мм). Всего за 20 лет наблюдений было опубликовано более 200 астрометрических измерений комет.
ИСЗ
Подключив к астрометрическим наблюдениям фотометрические и колориметрические наблюдения, коллектив ЛКИ УжНУ занял ведущие позиции в области идентификации неизвестных объектов. В 1990-х годах в лаборатории были заложены два пункта GPS-наблюдений ИСЗ — с. Дереновка (UZHD) и крыша корпуса ЛКИ (UZHL). Станция UZHL регулярно наблюдает ИСЗ системы «НАВСТАР» в рамках Украинской Государственной службы единого времени и с целью решения геодинамических и прикладных задач. Она является кандидатом в Украинскую Государственную сеть мониторинга глобальных навигационных спутниковых систем GPS / ГЛОНАСС /EGNOS / Galileo для информационного обеспечения управления движущимися объектами.
- Участие во Всемирной программе спутниковой триангуляции.
- В наблюдениях ГСО в западной зоне сотрудничала с НСОС (наземная сеть оптических средств) до середины 1990-х годов.

## Основные достижения[1]
- Первыми в СССР проложили на карте звёздного неба трассу 1-го ИСЗ.
- Фотографические наблюдения специальных ИСЗ в международных проектах «Стандартная Земля 1, 2, 3» позволили определить положение 1-го наблюдательного пункта с наивысшей в то время точностью ± 6 м (в 1960-х годах).
- На основе комплексных оптических наблюдений искусственных спутников Земли и анализа результатов этих наблюдений, особенно анализа кривых блеска ИСЗ, удалось решить задачи распознавания объектов. Сейчас основное внимание уделяется позиционным наблюдениям геостационарных объектов.
- Первое в СССР подключение лазерных наблюдений для решения геодезических, геодинамических и прикладных задач было начато в 1972 году в рамках советско-французского эксперимента. В итоге точность определения координат 1-го наблюдательного пункта возросла до ±30 см.
- Наземные поляризационные наблюдения ИСЗ, проведённые в Ужгороде в 1978 году, были первыми в СССР.
- В 1990 году 1-й наблюдательный пункт опубликовал 63 астрометрических измерений комет, оказавшись десятой по активности обсерваторией в мире![4]
- С 1987 по 2002 год было определено около 15 тысяч положений геостационарных объектов.
- За 25 лет в каталог ЛКИ включено 2416 кривых блеска 163 ИСЗ.
- Для более 50 объектов установлены динамические и поверхностные характеристики
- Около 30 ранее неизвестных ИСЗ были полностью идентифицированы.
- В начале создания Глобальной системы определения местонахождения (GPS) в ЛКИ, с участием московских специалистов, в 1984 году проведены одни из первых доплеровских наблюдений навигационных ИСЗ.

## Руководители лаборатории
- 1957—2001 гг. — М. В. Братийчук (1927—2001) — основатель лаборатории, профессор, член Международного астрономического союза (МАС)[к 1];
- с 2001 года — В. П. Епишев — член МАС, доцент.

## Известные сотрудники
- Ю. Ю. Балега — директор Специальной астрофизической обсерватории Российской академии наук, член-корреспондент РАН — является выпускником Физического факультета Ужгородского национального университета по специальности «Астрофизика»
- Р. У. Костык — зав. отделением «физики Солнца» ГАО НАНУ, член-корреспондент НАНУ
- Й. И. Романюк — зав. группой отдела звездного магнетизма САО РАН

## Адреса наблюдательных пунктов лаборатории
- 1-й пункт наблюдений (который имеет код «061» и GPS-код «UZHL»): Украина, 88000 Ужгород, ул. Далёкая, д. 2а (e-mail: space_at_univ.uzhgorod.ua) 48°38′00″ с. ш. 22°17′54″ в. д.HGЯO
- 2-й пункт наблюдений располагается в 17 км восточнее города, в п. Дереновка (GPS-код «UZHD»)